# Дейм (міфологія)
Дейм, Де́ймос (грец. Deima) — у давньогрецькій міфології — син Ареса та Афродіти, персоніфікація жаху.
Дейм та його брат Фобос — бог страху, а також богиня Еніо постійно супроводжують Ареса у битвах.